# ネルソン・ペレイラ
ネルソン・アレクサンド・ゴメス・ペレイラ（Nélson Alexandre Gomes Pereira、1975年10月20日 - ）は、ポルトガルの元サッカー選手。元ポルトガル代表。ポジションはゴールキーパー。

## 来歴
2002年3月にポルトガル代表デビュー。出場機会は無かったが、2002 FIFAワールドカップのメンバーにも選ばれた。ポルトガル代表で3試合に出場した。

## 代表歴

### 出場大会
- ポルトガル代表
  - 2002 FIFAワールドカップ

### 試合数
- 国際Aマッチ 3試合 0得点（2002年）[1]

| ポルトガル代表 | 国際Aマッチ | 国際Aマッチ |
| 年             | 出場        | 得点        |
| -------------- | ----------- | ----------- |
| 2002           | 3           | 0           |
| 通算           | 3           | 0           |